# ジャミロクワイ (アルバム)
『ジャミロクワイ』（Emergency on Planet Earth）は、1993年にリリースされたジャミロクワイの1枚目のスタジオ・アルバム。2022年にリリース30周年を記念してレコード版として再発売された。

## 概要
- 楽譜通りに演奏したり歌ったものを収録するのではなく、収録時の雰囲気や気分でアレンジして収録するため1曲が長くなることもある。10分や8分という長い曲を出せたのはこのアルバムのみ。これ以降もライブ収録（楽譜通りではないアレンジ収録）はしているものの、レコード会社の意向により1曲3〜4分になっている。
- 発売当時は白人のバンドがアフリカ系音楽のような曲を出すことへの批判や、スティーヴィー・ワンダーの真似との批判もあり、様々なメディアで同じような質問がジェイに向けられていたが「音楽に肌の色は関係ない」と常に答えていた[2]。後に「トラベリング・ウィズアウト・ムービング」が世界一売れたアルバムとして表彰された時の授賞スピーチで、白人がアフリカ系音楽をやっていることが受け入れられたことへの喜びを語った[3]。
- 1974年製のニーヴ社のミキシング・コンソールを使用してレコーディングされた[4]。

## アルバム制作過程
1993年2月のソニーとの契約前からケイとスミスは既にアルバム制作を始めており、ほぼ全ての曲は完成していたのだが、2人とも新人ミュージシャンだったため不安に思ったソニーの重役マフ・ウィンウッドは経験豊かなプロデューサーをジャミロクワイに付けた 。
このプロデューサーは2人が作曲した曲をポップな大衆音楽に編曲し、ジャミロクワイをアイドル歌手のような路線で売り出そうとした。大企業ソニーの大物プロデューサーに新人が逆らうのは非常に難しい状況だったが、編曲された音楽にどうにも納得できなかった2人は激しく抵抗し、プロデューサーとの話し合いは二日間に及んだ。最終的に元々2人が作曲したバージョンに戻すことで落ち着いたのだが、締切はその翌日だったため「このまま帰宅したら夜のうちにまた編曲されてしまうかも知れない」と不安に思ったケイはスタジオに泊まり込み、自分たちの音楽を死守して提出するに至った。こうしてケイとスミスのバージョンが発売され、発売4日後に初登場1位を記録し、ケイが信じた音楽が成功した形になった。
アルバムにクレジットされているプロデューサーはニールセンだが、アイドル路線に編曲を試みたプロデューサーはニールセンではない。名前は90年代の紙の媒体では報道されていたが、現在は名前を伏せられている。
この一件はケイの才能を讃えるエピソードになった一方、上に従わない扱いにくいミュージシャンだとのイメージが定着してしまった。新人時代のたった１回のエピソードによって「扱いにくい人」というイメージがついたことに対し、2022年のインタビューで苦悩したと答えている。この報道でマスコミにうんざりしたため避けるようになったが、このアルバム以後もさらに有名になっていったため、どこに移動するにも常時40人くらいのパパラッチに追われながら生活する状態だった。

## 楽曲詳細
- When You Gonna Learn(邦題、いつになったら気づくんだい)参照
- Too Young To Die(邦題、死ぬには早すぎる)参照

## 収録曲
- 特記を除く、全作詞・作曲：ジェイ・ケイ、トビー・スミス

| #   | タイトル                                                              | 作詞・作曲            | 時間  |
| --- | --------------------------------------------------------------------- | --------------------- | ----- |
| 1.  | 「When You Gonna Learn」                                              | ケイ                  | 3:50  |
| 2.  | 「Too Young to Die」                                                  |                       | 6:05  |
| 3.  | 「フックト・アップ」(Hooked Up)                                       |                       | 4:35  |
| 4.  | 「僕が好きなら、僕はやる」(If I Like It, I Do It)                     | ケイ、Nick Van Gelder | 4:53  |
| 5.  | 「ミュージック・オブ・ザ・マインド」(Music of the Mind)               |                       | 6:22  |
| 6.  | 「地球は緊急事態」(Emergency on Planet Earth)                         | ケイ                  | 4:05  |
| 7.  | 「それが何でも、僕はやめられない」(Whatever It Is, I Just Can't Stop) | ケイ                  | 4:07  |
| 8.  | 「ブロウ・ユア・マインド」(Blow Your Mind)                            |                       | 8:32  |
| 9.  | 「革命 1993」(Revolution 1993)                                        |                       | 10:16 |
| 10. | 「ディジン・アウト」(Didgin' Out)                                     | ケイ、Wallis Buchanan | 2:37  |